# Likoma

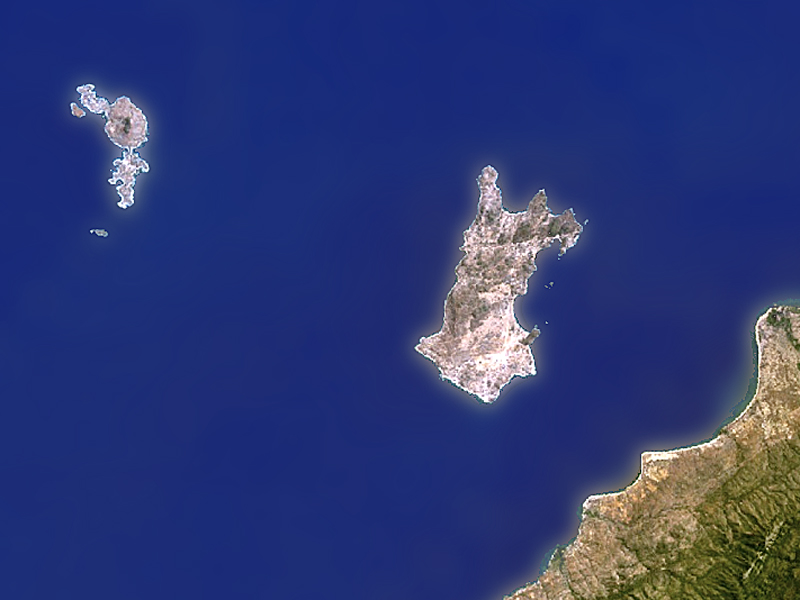
Uprostřed ostrov Likoma, nalevo Chizumulu a napravo mosambická pevnina

Likoma je ostrov na africkém jezeře Malawi. Má rozlohu 17 km² a necelých deset tisíc obyvatel. Ačkoli leží u břehů Mosambiku (asi 7 km od města Cobue), tvoří spolu se sousedním ostrovem Chizumulu a několika neobydlenými ostrůvky jeden ze sedmadvaceti okresů státu Malawi; hlavní město se jmenuje také Likoma. Dá se tak označit za exklávu Malawi v mosambických výsostných vodách. Tento stav vznikl proto, že v roce 1880 se na ostrově usadili anglikánští misionáři a ti dali při dělení Afriky přednost britské nadvládě před katolickým Mosambikem.
Ostrov je porostlý savanou, typickým stromem je baobab. Na Likomě nejsou žádné asfaltové cesty. Spojení s pevninou zajišťuje parník MV Ilala. Hlavními ekonomickými odvětvími jsou rybolov, pěstování rýže a manioku a turistika. Ve městě Likoma se nachází katedrála svatého Petra, třetí největší chrám v Africe.